# Gabe Guentzel
Gabriel John „Gabe“ Guentzel (* 2. Mai 1988 in Woodbury, Minnesota) ist ein US-amerikanisch-deutscher Eishockeyspieler, der zuletzt bei den Augsburger Panthern in der Deutschen Eishockey Liga (DEL) unter Vertrag stand.

## Karriere
Nach seinen Anfängen an der Hill-Murray School in Maplewood (US-Bundesstaat Minnesota), entwickelte sich Guentzel in der North American Hockey League bei Southern Minnesota Express und in der United States Hockey League bei Sioux Falls Stampede weiter.
Von 2008 bis 2012 studierte und spielte er am Colorado College, anschließend in der American Hockey League für Syracuse Crunch sowie die Norfolk Admirals, ehe er in der Saison 2012/13 ein kurzes Gastspiel beim ECHL-Klub Fort Wayne Komets hatte.
Zur Spielzeit 2013/14 wechselte Guentzel zum Südtiroler Verein Rittner Buam in die italienische Serie A.
Die Saison 2014/15 begann er beim schwedischen Zweitligisten Asplöven HC, ehe er im Januar 2015 einen Vertrag beim deutschen Zweitligisten Fischtown Pinguins unterschrieb. Im Frühjahr 2015 erhielt er einen deutschen Pass. Am Ende der Hauptrunde der Saison 2015/16 erhielt Guentzel die Auszeichnung als Verteidiger des Jahres in der DEL2.
Im Mai 2016 gaben die Augsburger Panther aus der Deutschen Eishockey Liga (DEL) Guentzels Verpflichtung bekannt.

## Familie
Guentzels Vater Mike ist langjähriger Eishockeytrainer an der University of Minnesota. Mike war in der Saison 2008/09 Co-Trainer am Colorado College und zuvor unter anderem Trainer und Manager des USHL-Klubs Omaha Lancers sowie Co-Trainer der US-Juniorennationalmannschaft.
Gabes älterer Bruder Ryan spielte Eishockey an der University of Notre Dame und war in der Saison 2011/12 als Profi für den deutschen Oberligisten EHC Klostersee sowie in Dänemark für den Erstligaklub Aalborg Pirates aktiv. Sein jüngerer Bruder Jake spielte Eishockey an der University of Nebraska-Omaha, ehe er Profi wurde.

## Karrierestatistik
(Legende zur Spielerstatistik: Sp oder GP = absolvierte Spiele; T oder G = erzielte Tore; V oder A = erzielte Assists; Pkt oder Pts = erzielte Scorerpunkte; SM oder PIM = erhaltene Strafminuten; +/− = Plus/Minus-Bilanz; PP = erzielte Überzahltore; SH = erzielte Unterzahltore; GW = erzielte Siegtore; 1 Play-downs/Relegation; Kursiv: Statistik nicht vollständig)